# Портрет старухи (картина Брейгеля)
 Портрет старухи, или Портрет крестьянки (нидерл. Hoofd van een boerin) — картина фламандского художника Питера Брейгеля Старшего.

## Описание
На картине изображена старушка в профиль, раскрывшая рот от удивления или непонимания. Сквозь чрезвычайно тонкие губы видно несколько зубов. Лицо загорелое, худощавое и морщинистое. На голове белый платок.

## Анализ
Картина не подписана и не датирована, однако большинством исследователей приписывается именно Брейгелю. Неизвестно, является ли она наброском или же уцелевшим фрагментом несохранившегося полотна. Древесина датируется 1539 годом, так что это может быть как ранняя работа Брейгеля, так и написанная ближе к концу его жизни. Во время реставрации в 2018 году в правом верхнем углу стал разборчивым фрагмент надписи Pb.

## Местонахождение
С 1912 года картина находится в собрании Старой Пинакотеки, Мюнхен.